# آدلف آدام
آدولف آدام (به فرانسوی: Adolphe Adam) (زادهٔ ۲۴ ژوئیهٔ ۱۸۰۳ – درگذشتهٔ ۳ مه ۱۸۵۶) آهنگساز و منتقد موسیقی اهل فرانسه بود.
از شناخته شده‌ترین آثار آدام می‌توان به باله‌های ژیزل (۱۸۴۴)، کشتی دزدان دریایی (۱۸۵۶، آخرین ساختهٔ آدام)، اپراهای درشکه‌چی لونژومو (۱۸۳۶)، گاوباز (۱۸۴۹)، اگر من شاه بودم (۱۸۵۲، که اغلب از آن به‌عنوان بهترین کارش یاد می‌شود) و سرود کریسمسی «ای شب مقدس» اشاره کرد.
آدولف آدام در کنار آهنگسازی، تدریس موسیقی هم می‌کرد. لئو دلیب دیگر آهنگساز فرانسوی از شاگردان آدام در کنسرواتوار پاریس بوده‌است.